# Dicranomyia wilfredi
Dicranomyia wilfredi là một loài ruồi trong họ Limoniidae. Chúng phân bố ở miền Australasia.